# Marie Collonvillé
Marie Collonvillé, née le 23 novembre 1973 à Amiens, est une athlète française, pratiquant l'heptathlon.

## Biographie
L'athlète amiénoise termine à la cinquième place de l'heptathlon de l'Universiade d'été de 1995 organisée au Japon, en réalisant le meilleur temps sur le 800 mètres.
Elle est à de nombreuses fois championne de France de sa spécialité ou présente sur le podium national.
Troisième des jeux méditerranéens en 1997, Marie Collonvillé décroche son premier podium continental cette année-là. Diminuée par une blessure qu'elle s'est faite dans une Coupe d'Europe, elle manque les minimas des Jeux olympiques 2000 de 31 points et ne sera pas repêchée.
Après une période d'hésitation, elle reprend la compétition et décroche une médaille de bronze aux Championnats du monde en salle 2003. En 2004, elle participe aux Jeux olympiques 2004, première participation après des minimas compliqués en 1996 et 2000, et termine à la 7e place des Jeux d'Athènes.
Peu après les Jeux, elle participe au décathlon de Talence où elle établit, avec 8 150 points, le premier record du monde du décathlon féminin et homologué au 1er janvier 2005. Lors de cette même année, elle se qualifie pour les mondiaux d'Helsinki, compétition où elle termine à la 6e place.
En 2007, elle est sélectionnée en équipe de France aux Championnats du monde d'athlétisme 2007.
Les 10 et 11 mai 2008, au meeting de Desenzano del Garda (Italie), elle réalise les minima nécessaires à sa sélection pour les Jeux olympiques de Pékin. 
Aux Jeux olympiques de Pékin en 2008, elle se classe 12e avec un total de 6 302 points.

## Palmarès

### Jeux olympiques d'été
- Jeux olympiques d'été de 2004 à Athènes ( Grèce)
  - 7e de l'heptathlon
- Jeux olympiques d'été de 2008 à Pékin ( Chine)
  - 12e de l'heptathlon

### Championnats du monde d'athlétisme
- Championnats du monde d'athlétisme de 1997 à Athènes ( Grèce)
  - 12e de l'heptathlon
- Championnats du monde d'athlétisme de 1999 à Séville ( Espagne)
  - 9e de l'heptathlon
- Championnats du monde d'athlétisme de 2001 à Edmonton ( Canada)
  - 11e de l'heptathlon
- Championnats du monde d'athlétisme de 2005 à Helsinki ( Finlande)
  - 6e de l'heptathlon
- Championnats du monde d'athlétisme de 2007 à Osaka ( Japon)
  - 9e de l'heptathlon

### Championnats d'Europe d'athlétisme
- Championnats d'Europe d'athlétisme de 1994 à Helsinki ( Finlande)
  - 19e de l'heptathlon
- Championnats d'Europe d'athlétisme de 1998 à Budapest ( Hongrie)
  - 8e de l'heptathlon

### Championnats du monde d'athlétisme en salle
- Championnats du monde d'athlétisme en salle de 2003 à Birmingham ( Royaume-Uni)
  -  Médaille de bronze au pentathlon

### Jeux Méditerranéens
- Jeux Méditerranéens de 1997 à Bari ( Italie)
  -  Médaille de bronze à l'heptathlon
- Jeux Méditerranéens de 2005 à Almería ( Espagne)
  -  Médaille d'or à l'heptathlon

## Records
- pentathlon : 4 644 points (2003)
- heptathlon : 6 350 points (1997)
- décathlon : 8 150 points (2004) - premier record du monde féminin ratifié par l'IAAF, battu en 2005

## Autres activités
Marie Collonvillé a pris part au programme « Bien manger, c'est bien joué ! »  , programme lancé en 2005 par la Fondation du sport. Elle a participé à la réalisation de vidéos adressées aux jeunes sportifs pour leur apprendre les bases d'une alimentation adaptée à l'effort physique.